# Nge
Le Nge est une importante confrérie du peuple Bassa.

## Description
La confrérie Nge est spécialisée dans la danse sacrée et l'organisation des cérémonies funèbres de grands initiés.